# IEEE 802.10
IEEE 802.10 és un estàndard antic per a funcions de seguretat que es podia utilitzar tant en xarxes d'àrea local com en xarxes d'àrea metropolitana basades en protocols IEEE 802.
802.10 especifica la gestió de l'associació de seguretat i la gestió de claus, així com el control d'accés, la confidencialitat de les dades i la integritat de les dades.
L'estàndard IEEE 802.10 es va retirar el gener de 2004 i el seu grup de treball no està actiu a l'actualitat. La seguretat per a xarxes sense fil es va estandarditzar a 802.11i.
El protocol Cisco Inter-Switch Link (ISL) per donar suport a VLAN a Ethernet i tecnologies LAN similars es basava en IEEE 802.10; en aquesta aplicació 802.10 ha estat substituït en gran manera per IEEE 802.1Q.
Aquest estàndard consta de 8 parts: 
a. Model, incloent la gestió de seguretat
b. Protocol d'intercanvi segur de dades (SDE, per les seues sigles en anglès Secure Data Exchange).
c. Gestió de claus
d. - s'ha incorporat al punt "a" -
e. SDE per Ethernet 2.0
f. Gestió de subcapa SDE
g. Etiquetes de seguretat SDE
h. Conformitat SDE PICS .
Les parts b, e, f, g i h s'incorporen a l'estàndard IEEE 802.10-1998.